# 房宿二
房宿二(天蝎座ρ)是位于天蝎座的双星系统，其视星等为3.87。